# Felipe González
Felipe González (teljes nevén Felipe González Márquez; (Sevilla, 1942. március 5. - ) spanyol jogász és politikus. 1974 és 1997 között a Spanyol Szocialista Munkáspárt (PSOE) főtitkára.  1982 és 1996 között  Spanyolország kormányának harmadik miniszterelnöke volt.

## Életpályája
Felipe González 1962-ben csatlakozott a Szocialista Ifjúsághoz, 1964-ben pedig a PSOE-hez, amely akkoriban illegalitásban  volt. A következő évben a sevillai egyetemen fejezte be jogi tanulmányait. Részt vett a Francisco Franco diktatúrája elleni tüntetéseken, amiért 1971-ben Madridban letartóztatták. A megújult PSOE 1974-es Suresnes-i kongresszusán Felipe Gonzálezt a PSOE főtitkárává választották. Már a demokráciában 1977-ben megszerezte első helyettesi címét, 1977-ben, 1979-ben, 1982-ben, 1986-ban, 1989-ben, 1993-ban és 1996-ban a PSOE jelöltje volt a miniszterelnöki posztra.
Miután a PSOE abszolút többséget szerzett az 1982-es választásokon, Felipe González letette a kormányelnöki esküt. Tizenhárom és fél éves mandátuma volt a leghosszabb demokratikus kormányfői időszak Spanyolországban. Irányítása alatt a PSOE két egymást követő abszolút többséget szerzett: 1982-ben 202 képviselővel a Kongresszusban, és 1986-ban a választásokon, amelyeken pártja 184 képviselői mandátumot szerzett; ugyanígy 1989-ben 175 képviselője lett - ez  pontosan a fele a kamarát alkotó képviselők számának. 1993-ban a PSOE elvesztette abszolút többségét, és a kormányalakításhoz a Convergència i Unió támogatására volt szüksége.
Az 1975-1982-es demokratikus átmenet után  szilárdult meg a demokratikus rendszer Spanyolországban. Erre az időszakra esett  Spanyolország 1986-os integrációja az Európai Gazdasági Közösségbe, népszavazás Spanyolország NATO-ban való maradásáról, ipari átalakulás, az 1992-es barcelonai olimpia, az 1992-es sevillai világkiállítás, a Toledói Paktum, a Közel-Keletről szóló békekonferencia madridi megünneplése és Felipe González aktív részvétele az Európai Közösséget az új Európai Unióban átalakító Maastrichti Szerződés jóváhagyásában. Hasonlóképpen, a spanyol kormány három haditengerészeti egységet küldött az 1990-1991-es első öbölháború térségébe. González utolsó kormányzási időszakát a PSOE belső megosztottsága jellemezte; egy sor korrupciós ügy napvilágra kerülése és az ETA terrorizmus elleni piszkos háborújának (GAL-ügy) kivizsgálása.
Az 1996-os általános választások után, amelyek során a Néppárt legyőzte a PSOE-t, González elhagyta a kormány elnöki posztját, utódja José María Aznar lett. Felipe Gonzálezt utolsó alkalommal 2000-ben választották meg képviselőnek.

## Fordítás
Ez a szócikk részben vagy egészben  a   Felipe González című spanyol Wikipédia-szócikk ezen változatának fordításán alapul.  Az eredeti cikk szerkesztőit annak laptörténete sorolja fel. Ez a jelzés csupán a megfogalmazás eredetét és a szerzői jogokat jelzi, nem szolgál a cikkben szereplő információk forrásmegjelöléseként.